# Plagigeyeria konjicensis
Plagigeyeria konjicensis – gatunek ślimaka z rzędu Littorinimorpha i rodziny źródlarkowatych.
Gatunek ten opisany został po raz pierwszy w 2020 roku przez Jozefa Grego. Jako miejsce typowe wskazano źródło na lewym brzegu rzeki Ljuty na terenie gminy Konjic w Bośni i Hercegowinie. Leży ono około 300 metrów na zachód od miejsca typowego Plagigeyeria ljutaensis. Epitet gatunkowy pochodzi od nazwy gminy.
Ślimak ten osiąga do około 2,1 mm wysokości i do około 1,3 mm szerokości muszli, której barwa jest mlecznobiała, a kształt niemal walcowaty. Muszla cechuje się obecnością delikatnie zaznaczonych, silnie zbliżonych do siebie żeberek osiowych na teleokonsze i występowaniem blisko siebie rozmieszczonych, bardzo delikatnych żeberek spiralnych na protokonsze. Na skrętkę składa się pięć wypukłych skrętów pooddzielanych głębokimi szwami. Dołek osiowy jest otwarty. Szczyt muszli jest spłaszczony i stępiony. Ujście ma kształt niemal okrągły i jest wyraźnie wystająco rozszerzone w widoku od nasady. Perystoma jest stępiona.
Gatunek ten jest endemitem Bośni i Hercegowiny, znanym wyłącznie z miejsca typowego. Mięczak ten zasiedla bentos. Należy do zdrapywaczy żerujących na peryfitonie.